# Pharmacophagus
Pharmacophagus es un género de mariposas de la familia Papilionidae con una sola especie, Pharmacophagus antenor (conocida originalmente como Papilio antenor).

## Descripción
La especie tipo es Papilio antenor Drury, 1773, según designación original. Luego cambiada por Kirby, WF en 1896.

## Diversidad
Tiene distribución afrotropical.

## Taxonomía y Sistemática
El género Pharmacophagus pertenece a la tribu Troidini de la subfamilia Papilioninae. Según un análisis filogenético reciente basado en dos genes mitocondriales y uno nuclear, Pharmacophagus estaría más cercanamente relacionado con el género Cressida.

## Plantas hospederas
Pharmacophagus antenor se alimenta de plantas de las familias Aristolochiaceae y Combretaceae. Las plantas hospederas reportadas incluyen los géneros Aristolochia y Quisqualis.